# Bakhtiyar Akhmedov
Pour les articles homonymes, voir Akhmedov.
Bakhtiyar Akhmedov est un lutteur russe, né le 5 août 1987 à Bouïnaksk.

## Biographie
Il est médaillé d"argent olympique de lutte libre en moins de 120 kg aux Jeux olympiques d'été de 2008. Il est la même année médaillé de bronze aux Championnats d'Europe dans cette catégorie.